# Daniel Johnson (baloncestista)
Daniel Johnson ( Carnarvon, Australia Occidental, Australia, 3 de abril de 1988) es un jugador de baloncesto profesional australiano que juega de pívot: actualmente juega en el Adelaide 36ers de la Liga Nacional de Básquet de la NBL Australia.

## Inicios
Nacido en Carnarvon, Australia Occidental hijo de Craig y Carolyn, Johnson se mudó a Perth en su juventud con su familia, tiene tres hermanos Josh, Courtnee y Jess. Fue al Wiletton Senior High School, dónde se graduó en 2005. Aceptó una beca de dos años en el Australian Institute of Sport, donde en 2006 integró el equipo de baloncesto del instituto que ganó la King Club International Cup, fue uno de los jugadores considerados para el premio al MVP tras promediar 22 puntos, 6 rebotes, 1 asistencia, 2 bloqueos y un robo tras cinco juegos.

## Carrera Universitaria
Para el final del 2007, se mudó a los Estados Unidos para jugar baloncesto universitario para los Pepperdine Waves de la Universidad de Pepperdine. En la temporada  2007–08, jugó 21 partidos para los Wavespromediando 9.4 puntos y 3.8 rebotes por juego.

### Universidades
| Club             | País           | Clase    | Año         |
| ---------------- | -------------- | -------- | ----------- |
| Pepperdine Waves | Estados Unidos | Freshman | 2007 - 2008 |

## Carrera profesional

### Melbourne Tigres
Johnson regresó a Australia en 2008 y firmó con Melbourne Tigers para la temporada 2008-09 de la NBL. Disputó 48 juegos tras dos temporadas como pívot suplente detrás de Chris Anstey. Promedió 7.3 puntos y 3.1 rebotes por juego con tiempo de juego limitado. Los Tigers perdieron el campeonato NBL tras ser perder la serie 3-2 contra los South Dragons, rivales de la ciudad.

### Adelaide 36ers
Después de regresar a Perth y tras ganar el campeonato de la SBL con los Willetton Tigers, se unió a los Adelaide 36ers para la temporada 2010-11 de la NBL. Apareció en los 28 partidos de la liga promediando 9.9 puntos y 4.3 rebotes por juego. En el tercer último juego de la temporada, puntuó el máximo de su carrera al anotar 31 puntos con 13 rebotes y 3 robos contra los Melbourne Tigers.
En noviembre de 2011, ganó el Adelaide Player of the week desde Ballinger en diciembre de 2009. Al final de la temporada 2011-12 de la NBL, Johnson había promediado 16.5 puntos, 7.7 rebotes, 1.9 asistencias y 1.0 bloqueos en 30.8 minutos por juego, siendo estos los números más altos de su carrera en todas las categorías hasta ese momento. Por ello fue nombrado el "NBL Most Imporved Player" y fue seleccionado al "All-NBL Third Team". Johnson  se convertía  así en el cuarto jugador de los 36ers en ganar el premio NBL Most Improved Player siguiendo a Mark Bradtke (1988), Scott Ninnis (1993) y Chris Blakemore (1994). También ganó el trofeo "Mark Davis" al ser nombrado MVP de los 36ers.
El 28 de marzo de 2012 firmó con los 36ers un contrato de tres años.
Tras la firma del pivot Luke Schenscher en el receso de la temporada, Johnson pasó a jugar principalmente con ala-pívot. Aun así, a mitad de temporada tras la lesión de Schenscher, Johnson volvió a ocupar el puesto de pívot titular. Terminó como el máximo rebotador de la NBL en la temporada 2012–13 con 8.1 rebotes por juego: también terminó quinto en anotación tras puntuar con 16.2 puntos por juego y fue premiado por su esfuerzo siendo elegido para el "All-NBL Second Team". El 28 de marzo de 2013, Johnson ganó su segundo trofeo  "Mark Davis" siendo MVP de los 36ers.
Johnson ayudó a los 36ers a escalar posiciones en la temporada 2013-14, siendo que terminaron la misma en la segunda posición de la clasificación antes de alcanzar su segunda NBL Grand Final desde el 2002 cuando perdieron la serie 2-1 contra los Perth Wildcats. Volvió a ser el máximo anotador del equipo con 19.6 puntos por partido y 7 rebotes.  Fue seleccionado al All-NBL First Team, consiguiendo su tercer "Mark Davis".
Durante el receso del  2014, Johnson jugó para los Piratas de Quebradillas del Baloncesto Superior Nacional.

### Stelmet Zielona Góra
El 24 de julio de 2014, Johnson firmó un contrato por dos años con Stelmet Zielona Góra de la Liga de Baloncesto polaca. Aun así, el 18 de enero de 2015, se rescindió el contrato con el club. En 16 juegos para Zielona Góra, promedió 5.6 puntos y 2.3 rebotes por juego.

### Segundo contrato con Adelaide
El 21 de enero de 2015, Johnson regresó a los Adelaide 36ers, firmando con el club para el resto de la temporada 2014-15 de la NBL. Participó en siete partidos de temporada regular antes de terminar derrotado en la serie de semifinales por 2 partidos a 0 contra los eventuales campeones, los New Zealand Breakers. En nueve juegos, promedió 10.4 puntos, 5.8 rebotes, 1.6 asistencias y 1.3 bloqueos por partido.
Durante el receso del 2015, Johnson jugó para el Wellington Saints de la National Basketball League de Nueva Zelanda. Ayudó a los Santos a alcanzar la final, donde perdieron ante los Southland Sharks. En 11 juegos para los Saints, promedió 16.8 puntos, 6.1 rebotes y 1.1 asistencias por partido.
El 15 de mayo de 2015, Johnson firmó con los 36ers un contrato de tres años. En la temporada 2015–16, promedió 15.5 puntos, 9.3 rebotes y 1.1 asistencias en 28 juegos. Sus 9.3 rebotes por juego eran suficientes para consagrarlo como el máximo rebotador de la temporada de la NBL por segunda vez.
En marzo de 2016, se sumó a los Santeros de Aguada del Baloncesto Superior Nacional, regresando a Puerto Rico para un segundo período antes de regresar a Adelaide 36ers en tiempo para la temporada 2016–17 de la NBL.Johnson ayudó a los 36ers a ganar "minor premiership" en la temporada 2016–17 y posteriormente integró el "All-NBL First Team" por segunda vez en su carrera. En marzo del 2017, Johnson firmó con Petrochimi Bandar Imam del Baloncesto iraní Super Liga.
En la temporada 2017–18, una vez más fue galardonado con el "All-NBL First Team" y ayudó a los 36ers a llegar al "2018 NBL Grand Final"  donde perdieron 3–2 ante Melbourne United.
El 13 de abril de 2018, vuelve a firmar con Adelaide 36ers un contrato de tres años. En el receso de abril firma con el Club Ferro Carril Oeste para disputar el final de la Liga Nacional de Básquet 2017-18.

### Clubes
Actualizado al 27 de abril de 2018

| Club                       | País          | Año         |
| -------------------------- | ------------- | ----------- |
| Melbourne Tigers           | Australia     | 2008 - 2010 |
| Willetton Tigers           | Australia     | 2010        |
| Adelaide 36ers             | Australia     | 2010 - 2014 |
| Santeros de Aguada         | Puerto Rico   | 2014        |
| Stelmet Zielona Góra       | Polonia       | 2014 - 2015 |
| Wellington Saints          | Nueva Zelanda | 2015        |
| Adelaide 36ers             | Australia     | 2015 - 2016 |
| Santeros de Aguada         | Puerto Rico   | 2016        |
| Adelaide 36ers             | Australia     | 2016 - 2017 |
| Petrochimi Iman Harbour BC | Irán          | 2017        |
| Adelaide 36ers             | Australia     | 2017 - 2018 |
| Ferro                      | Argentina     | 2017 - 2018 |

## Palmarés

### Campeonatos nacionales
- Actualizado hasta el 27 de abril de 2018.

| Título           | Club             | País      | Año  |
| ---------------- | ---------------- | --------- | ---- |
| Campeón SBL 2010 | Willetton Tigers | Australia | 2010 |

### Individuales
- Actualizado hasta el 27 de abril de 2018.

| Título                           | Club           | País      | Año  |
| -------------------------------- | -------------- | --------- | ---- |
| "NBL Most Improved Player"       | Adelaide 36ers | Australia | 2012 |
| "All-NBL Third Team"             | Adelaide 36ers | Australia | 2012 |
| Máximo rebotador de la temporada | Adelaide 36ers | Australia | 2013 |
| "All-NBL Second Team"            | Adelaide 36ers | Australia | 2013 |
| "All-NBL First Team"             | Adelaide 36ers | Australia | 2014 |
| Máximo rebotador de la temporada | Adelaide 36ers | Australia | 2016 |
| "All-NBL Second Team"            | Adelaide 36ers | Australia | 2016 |
| "All-NBL First Team"             | Adelaide 36ers | Australia | 2017 |
| "All-NBL First Team"             | Adelaide 36ers | Australia | 2018 |

## Selección nacional
Representó a Australia en el mundial sub-19 del año 2007 que se disputó en Serbia donde ayudó a los Emus a conseguir el quinto puesto con un récord de 8-1 promediando 3.9 puntos y 2.6 rebotes en nueve juegos. El alto desempeño de Johnson con los 36ers que lo hizo ganar el Most Improved Player de la temporada 2011-12 lo hizo merecedor de la convocatoria a la Selección de baloncesto de Australia, con los Boomers participó de la preselección que disputaría las Olimpiadas de Londres del año 2012, aunque finalmente no obtuvo un lugar en el equipo, con los selectores y entrenadores (integrados también por Marty Clarke, entrenador de los Adelaide 36ers) prefiriendo a los más experimentados Aleks Marić y David Andersen.